# Vaavu-atol
Het Vaavu-atol (Felidhu-atol) is een bestuurlijke divisie van de Maldiven.
De hoofdstad van het Vaavu-atol is Felidhoo.

## Geografische indeling

### Atollen
De volgende atollen maken deel uit van het Vaavu-atol:
1. Het Felidhu-atol
2. Vattaru-atol

### Eilanden
Het Seenu-atol bestaat uit 19 eilanden, waarvan er 5 bewoond zijn.

#### Bewoonde eilanden
De volgende bewoonde eilanden maken deel uit van het atol:
1. Felidhoo
2. Fulidhoo
3. Keyodhoo
4. Rakeedhoo
5. Thinadhoo

#### Onbewoonde eilanden
De volgende onbewoonde eilanden maken deel uit van het atol:
1. Aarah
2. Alimathaa
3. Anbaraa
4. Bodufushi
5. Bodufushifinholu
6. Bodumohoraa
7. Dhiggiri
8. Fontheyo-Bodufushi
9. Fussfaruhuraa
10. Higaakulhi
11. Hulhidhoo
12. Kudhiboli
13. Kunavashi
14. Medhugiri
15. Raggadu
16. Ruhhurihuraa
17. Thunduhuraa
18. Vashugiri
19. Vattaru
20. Vattaruhuraa

Haa Alif-atol · Haa Dhaalu-atol · Shaviyani-atol · Noonu-atol · Raa-atol · Baa-atol · Lhaviyani-atol · Kaafu-atol · Alif Alif-atol · Alif Dhaal-atol · Vaavu-atol · Meemu-atol · Faafu-atol · Dhaalu-atol · Thaa-atol · Laamu-atol · Gaafu Alif-atol · Gaafu Dhaalu-atol · Gnaviyani-atol · Seenu-atol · Malé